# Florus z Lodève
Florus z Lodève – uznawany za pierwszego biskupa francuskiej diecezji Lodève (dzis. Archidiecezja Montpellier), ewangelizator, święty Kościoła katolickiego.
Jego dzieje nie są pewne. Miał brać udział w synodzie w Arles (450-451), co wcale nie jest takie pewne. Wiadomo jednak, że był czczony przynajmniej od X wieku.
Późniejsza legenda z XIV wieku podaje, że był uczniem Jezusa Chrystusa i nie jest powiedziane, że był biskupem.
Jego wspomnienie liturgiczne obchodzono 4 listopada, jak i 1 czerwca na pamiątkę przeniesienia relikwii.